# ビスケたん
ビスケたんは、日本のインターネット掲示板2ちゃんねる（正確には2ちゃんねる内の成人向け外郭掲示板PINKちゃんねる）の「半角二次元板」にて誕生したキャラクター。ケンタッキーフライドチキンが販売しているビスケットを萌え擬人化した女の子キャラクター。
元々半角二次元板において「ケンタッキーのビスケットってうめぇよ」という（板本来の趣旨とは無関係の）スレッドが立った事が始まりであり、そのスレッドの438レス目にて、自然発生的に誕生した。誕生以降ネット上で急速に普及し、以後同様の擬人化キャラクターが続々と作られていくこととなった。
その一方で、オリジナルの原作者が特定されずに誕生したため、自由に創作が可能となっており、同人誌などのアマチュアレベルの枠を越え、各種商業誌でも使われることが多い（最初期のキャラクターのベースである「黒リボン」や「銀髪」といったイメージはケンタッキーの創始者であるカーネル・サンダースにヒントを得ている）。特にインターネット情報誌ネットランナーでは、ビスケたんを使った各種グッズやアニメーションが作られ、この事が実際の誕生に関わった半角二次元板の住民に無断で行われた事から反発も起きた。
「My Sweet Honey Biscuit!」というイメージソングも作られている。
だが、ビスケたんが誕生したスレッドは次第に過疎化していき、誕生の地である「半角二次元板」には2006年6月現在「ケンタッキーのビスケットってうめぇよ」というスレッドは存在しない。
```
　　　 （し≠=） 
　　　,彡ﾉﾌﾊヾ 
　 　 <ﾙﾟ ヮﾟﾉゝ 
　　　 く,.ｿYi,ゝ
　　　 丿juul〉 
　　 　 `'ＪＪ'
```

```
　　　　　　　　　　　　　　　　　　　　　　　　,-r‐―- ..,、 
　　　　　　　　　　　　　　　 　 　 　 　 　 ／　ヽ　　 、 ｀''-､ 
　　　　　　　　　　　　　　 　 　 　 　 　 ノ､　ヽ　＼　 `'-　　｀'､ 
　　　　　　　　　　　　　　　　　　　　　i'|　 !　　　　ﾞ'-､.　　　　 ｌ 
　　　　　　　　　　　　　　　　　　　　ノl ヽ　ﾞ'‐''-　　　　｀''､　　 .｝ 
　　　　　　　　　　　　　　　　　　　/ 　ヽ　　　　　　,,_、　 !　l'イ| 
　　　　　　　　　　　　 　 　 　 　 /　　　 ＼ 　　　　　　´ﾞl //´ﾉ 
　　　　　　　　　　　　　　　　,, 　.!　　　　　　｀'''―-----┴'ﾞ　│ 
　　　　　　　　　　 　 　 　 　 ｌヽ| _.　　.、　 _　　　　 ｪ;;ｯili、　　 | 
　　　　　　　　　 　 　 　 　 　 `'./ i ｉ. ti|ﾄ巛!t 、 .,,i''彳=､∩　　l 
　　　　　　　　　　　　　　　　　　ｌ　.ｌ ヽ'‐〃´~ｌ　ﾞ"　│　.!!ll|/ / 
　　　　　　　　　　　　 　 　 　 　 ヽ ﾞ'､,,.!.,ﾞゝ ┘　､ 　｀´ ﾞ|/ / 
　　　　　　　　　　　　　　　　　　　 ﾞ'riﾞlrﾐl″　　ｰｰ'　　 ,i~ / '- 
　　　　　　　　　　　　　　　　　　　/ 　l　　`'-..,,,　　 ,／゛,,,,|　　ヽ 
　　　　　　　　　　　 　 　 　 　 　 lﾞ 　 ｀つｰ''ﾞ´_､]ﾞ７.､ﾞﾞ''!/　　　　ｌ 
　　　　　　　　　　　 　 　 　 　 　 !　 　 ヽ::::'~ﾞ,／lﾞ l＼ﾞ'‐:::`'i　　　| 
　　　　　　　　　　 　 　 　 　 　 / 　　 　 ゝｒ'".!:::::! l::::ﾞヽ_,./ 　　　ヽ 
　　　　　　　　　　　　　　　　　 {　　　　　 　 ｌ,lﾞ:::::.!|.ｌ::: !　　　　　　,! 
　　　　　　　　　　　　　　　　ノﾞ''!、　　　　　 ﾞく.::::.!ﾞｉ|::|　　　　　　 / 
　　　　　　　　　　　　　　　/　,r/'~'!､,　　 _,,,_,,-ｋ ﾉ ﾐ{　_, ＿,,-‐'ﾆi 
　　　　　　　　　　　　　　,./ i'゛　`''ヽ、ﾞ,ﾞ_,ﾞ-,,,,ﾉl″　 i''"ﾞ､ ″ , v,,-! ｌ, 
　　　　　　 　 　 　 　 　 l 　 |　　　　　 ヽ　　 　 ｌ　　 ﾞl'" ﾞ''''/゛ ´ 　 !ﾞ'> 
　　　　　　 　 　 　 　 　 ヽ ' !,　　　　　　ヽ　　　 ｌ　　!　　　!　　　　 l　/ 
　　　　　　　　 　 　 　 　 ヽ　l　　　　　 　 ﾞl, 　 　 ｌ　!　　　l　　　 __/ .,ﾉ 
　　　　　　　　　 　 　 　 　 ｌ　＼　._,,、 ,..､　!　　　 ｌ !　　　l ／ ﾞﾞ´ ... ′ 
　　　　　　　　 　 　 　 　 　 ＼,_,｀゛　 ´,i､　 ,| 　　　 !　　　!-､_,/ ｀゛ 
　　　　　　　　　　　　　　　　　　｀ﾞ''Y^″ ´　 ｌ　　　 !　　 l　　｜ 
　　　　　　　　　　　　　　 　 　 　 　 ヽ　　　　ヽ　　│ 　 !　　/　　._.. -ｰ'ｪ､ 
　　　　　　　　　　　　　　　　　　　　　ヽ　　　　 ｌ　 　|, 　 |　　l....ｉ二,::::::::::::.ｌ::`-、 
　　　　　　　　　　　　　　　　..イｰ-、._,,.ゝ 　 　 ,! 　 　ｌ 　 ＼ ゛　　　 ｀ﾞ''ｰ､,｝:::::ﾞ'‐'"｀''-.,、 
　　　　　　　 　 　 　 　 ｒ'"ﾞ´:::l::.,./ ´　　゛　　　/ 　　 　!　 　 ｀__;;ｯ　　　　　 ｌ::::::::::::::::::::::.!:ﾞL 
　　　 　 　 　 　 ,　､,／'!:::::::::::〔゛　　　 　 　 ,／＿　　　i'|　　 ,.＼ 　 　 　 　 / :::::::::_-､::::::|:::.! 
　　　　　　./ ｀7゛　 ｀ '､!::::::.,.. ┘　　　　　.''''',ﾞ,./ ,- ,i__|'ヽ,,ﾞv ﾆ___/'''''―ｰｯ":::::::／　　ヽ:::.ｌ.l/ 
　　　　　 .i!　　｀'､ ._,-,,,∨´　　　　_,,　ｰ'/″　｀ﾞ´ﾞ"　 　 　 　 　 ヽ:::::::::::._＿..〈ｨ　 _, ‐'~ﾞﾞﾞ'"'r 
　　　 .,／:￣ﾞﾞﾞ''''''┴'ヽ,iｨ'マ''―｀--､::::::/　　　　　　　　 　 　 　 　 ヽ／゛ .-ヽ,/~ﾞ'''ｰ ..,、　 |'i 
　　　lﾞ:::::::::::::::::::::::::::::/ l　　 ｌ::::::::::::::::彡"　　　　　　　　　　　　　　　 ヽ　　 .／l:::::::::::::::::::ﾞﾞ'''ﾞ/ 
　　　.ｌ:::::::::::::::::::::::::::/　|　　 .lﾞ゛ ﾞ''"´　　　　　　　　　　　　　　　　　　　ﾞ''-/　　!:::::::::::::::::::: / 
　　　 ﾞ'､:::::::::::::::::::::/　 ﾞ'''I''''"　　　　　　　　　　　　　　　　　　　　　　　　│　　l-,,____,, ／ 
　　　　 ヽ,::::::::::::,, /＿_,,/　　　　　　　　　　　　　　　　　　　　　　　　　　 "''''''''′ 
　　　　　　｀ﾞﾞﾞﾞ´ 
```

## 関連用語
- OSたん
- サブカルチャーにおける擬人化
- 萌え擬人化
- 宍戸留美

「ねとらん者 THE MOVIE」（ネットランナー製作のOVA）、「ビスケたん目覚まし時計」   のキャラクターボイス。